# احمدرضا جلالی
احمدرضا جلالی (زادهٔ ۲۴ دی ۱۳۵۰) پزشک و پژوهشگر ایرانی-سوئدی است. او پژوهشگر مدیریت بحران و حوادث غیرمترقبه است و در دانشگاه‌های بلژیک، ایتالیا و سوئد تدریس کرده‌است. او در سال ۲۰۰۹ برای ادامه تحصیل، ایران را ترک کرد. احمدرضا جلالی دارای تابعیت سوئد است و به‌عنوان پژوهشگر با دانشگاه پیرمنتو در ایتالیا همکاری داشته‌است.

## دستگیری
احمدرضا جلالی در آوریل ۲۰۱۶ به دعوت دانشگاه تهران و دانشگاه شیراز به منظور شرکت در کارگاه مدیریت بحران به ایران سفر کرد و در تاریخ توسط عوامل وابسته به گروه شبه نظامی سپاه پاسداران ۵ اردیبهشت ۱۳۹۵ دستگیر و به زندان اوین منتقل شد. اتهام جلالی ارتباط با دولت متخاصم و همچنین جاسوسی عنوان شده‌است. جلالی در تاریخ ۲۶ دسامبر ۲۰۱۶ در اعتراض به وضعیت خود دست به اعتصاب غذا زد.

## محکومیت به اعدام
همسر احمدرضا جلالی به بی‌بی‌سی فارسی گفت که در روز شنبه ۲۹ مهر ۱۳۹۶ مطلع شده همسرش در دادگاهی در ایران به اتهام «محاربه» و «همکاری با دولت اسرائیل» به اعدام محکوم شده‌است. پیشتر عفو بین‌الملل گزارش کرده بود که احمدرضا جلالی پس از نه ماه زندان از جمله سه ماه انفرادی، روز ۳۱ ژانویه (۱۲ بهمن ۱۳۹۵) بدون حضور وکیل در شعبه ۱۵ دادگاه انقلاب حاضر شده و قاضی ابوالقاسم صلواتی اتهام او را «جاسوسی» عنوان کرده و گفته بود که احتمال دارد با مجازات اعدام روبرو شود. جعفری دولت‌آبادی، دادستان تهران، در ۲ آبان ۱۳۹۶ حکم اعدام وی را تأیید کرد دربارهٔ او گفت:
یکی از اقدامات محکوم‌علیه، اعلام نشانی و برخی مشخصات سی نفر از افراد شاخص پروژه‌های تحقیقاتی، نظامی و هسته‌ای از جمله شهیدان شهریاری و علی‌محمدی به افسران اطلاعاتی موساد بوده که به ترور و شهادت آنان منتهی شده‌است. محکوم‌علیه که مدعی شده‌است شهادت شهدای هسته‌ای موجب عذاب وجدان وی گردیده، با بیش از هشت افسر اطلاعاتی موساد جلسات متعدد برگزار نموده و از این طریق، اطلاعات مرتبط با فعالیت سایت‌های نظامی، سازمان انرژی اتمی و بسیاری از اطلاعات حساس دیگر را در ازای دریافت دستمزد و اخذ اقامت در کشور سوئد به افسران اطلاعاتی موساد انتقال داده‌است.
در یک فایل صوتی که در ۲۲ اکتبر ۲۰۱۷ در یوتیوب منتشر شد، صدای منسوب به آقای جلالی شنیده می‌شد که می‌گوید در زمان حبس انفرادی وادار شد دو بار در برابر دوربین با خواندن بیانیه‌هایی که بازجوها از قبل آماده کرده بودند «اعتراف» کند.

### شفافیت مدارک و اسناد پرونده
اگرچه به گزارش خبرگزاری‌های تسنیم و ایسنا حکم اعدام وی صادر شده (گذر از مرحله تحقیق و تجسس) اما با این وجود هیچ گونه مدارکی (به غیر از اعتراف) ارائه نشده و حتی نام وی را در خبر منتشر نکرده‌اند، شبکه خبر صدا و سیما ۲۶ آذر ۱۳۹۶ برنامه‌ای به اسم «تیشه بر ریشه» را پخش کرده‌است که در آن اعترافات وی را مطرح کرده‌است اما اثری از مدرکی جز اعتراف به چشم نمی‌خورد.
در ویدئوی اعتراف جلالی منتشر شده توسط صدا و سیما توضیح می‌دهد:
«سال ۱۳۸۷ که من خواستم برای ادامه تحصیل به خارج از کشور برم اونجا یک فردی به اسم توماس به من مراجعه کرد حدود یک و نیم سال بعد از آشنایی با توماس کم‌کم این آدم به من نزدیک شد»
در این ویدئو فهرستی از تماس‌ها و ۲۰۰۰ یورو پول برای هر جلسه مطرح شده‌اند (ادعا شده‌اند) که پس از واقعه ترور دو دانشمند هسته‌ای ادامه داشته‌اند و دربارهٔ اینکه دلیل تماس‌های پس از ترور و پرداخت پول برای هر جلسه چه بوده‌است مطرح نشده. همچنین زمان ترورها دی ۸۸ و آذر ۸۹ بوده‌است؛ که اگر آشنایی در یکم فروردین ۸۷ بوده باشد دی ۸۸ تنها یک سال و ۹ ماه است و ۳ ماه فاصله زمانی بسیار کوتاهی برای کم‌کم نزدیک شدن است.
از ابهامات دیگر فیلم اعترافات جلالی این است که در آن صرفاً گوینده است که نام موساد را به زبان می‌آورد و خود آقای جلالی می‌گوید با افرادی که گمان می‌کرده سرویس امنیتی اتحادیه اروپا هستند در ارتباط بوده‌است.

## پیام مادرانه
۱۶ آذر ۱۳۹۶ مسیح علینژاد در برنامه تبلت ویدئوی ارسالی نجیبه مرتضوی، مادر احمدرضا جلالی دربارهٔ جزئیات را منتشر نمود دربارهٔ اینکه در مراجعه به رهبر جمهوری اسلامی، حسن روحانی، مسعود پزشکیان، علی لاریجانی و علی مطهری می‌گوید که حتی قاضی با رفتاری نامناسب پاسخ وی را ندادند. او می‌گوید که ۵ اردیبهشت ۱۳۹۵ قرار بوده احمدرضا برای کنفرانسی به کرج برود و از مادرش نیز دیدن کند که دستگیر می‌شود و ۳ یا ۴ ماه بعد به مادر وی می‌گویند که بی‌گناهی احمدرضا ثابت شده و آزاد خواهد شد. او می‌گوید که برای جلالی قرآن برده بودند و قسم خوردند که اگر به همکاری با اسرائیل اعتراف کند آزادش می‌کنند. نجیبه مرتضوی با اشاره به موضوع جایزه اسکار اصغر فرهادی از فیروز نادری و انوشه انصاری درخواست کمک کرد. احمدرضا جلالی از حق داشتن وکیل مستقل و دادگاه علنی محروم شده‌است.

## تکذیب اعترافات
همسر او در مصاحبه با خبرنگار بی‌بی‌سی گفته: 
«در ویدئوی منتشرشده از اعترافات احمدرضا هر چیزی را که می‌خواستند به او دیکته شده بود که دقیقاً همان کلمات را استفاده کنه و اگر کلمه‌ای بر خلاف چیزی که می‌خواستند می‌گفت ویدیو را قطع می‌کردند و دوباره می‌گرفتند و این ویدئو در زمانی که احمد، تحت فشار روحی زیادی بود بیرون آمده و هیچ نوع سندیتی ندارد.»
روز ۲۸ آذر فایلی صوتی منتسب به احمدرضا جلالی، پزشک محکوم به اعدام در ایران، منتشر شده که در آن می‌گوید اعترافات تلویزیونی که چند روز پیش از او در تلویزیون ایران پخش شد اعتبار ندارد. نزدیکان آقای جلالی (سه‌شنبه ۱۹ دسامبر/۲۸ آذر) در گفتگو با بی‌بی‌سی فارسی اصالت این فایل صوتی را تأیید کرده و گفته‌اند که آقای جلالی این فایل را داخل زندان ضبط کرده‌است. او در این فایل صوتی گفته‌است که اعترافات پخش شده از وی در تلویریون ایران تحت شرایط نامناسب روانی و با وعدهٔ آزادی از او گرفته شد و بخش‌هایی از سخنان او به گونه‌ای انتخاب شده تا او را مجرم نشان دهند.
وی در این فایل صوتی می‌گوید در فیلمی که از تلویزیون پخش شده، جواب او به کسانی که خود را «عوامل خارجی» معرفی کرده‌اند، نیامده است. وی می‌گوید درخواست این مأموران برای ارائهٔ اطلاعات را به کل رد کرده‌است اما در این فیلم این قسمت حذف شده‌است. احمدرضا جلالی می‌افزاید درخواست «عوامل خارجی» در اروپا «را در نهایت درایت و فداکاری اوضاع مدیریت کردم تا آسیبی به کشورم وارد نشود.» احمدرضا جلالی تأکید می‌کند در هیچ جای این فیلم یا در طول ۲۰ ماه بازداشتش، «به هیچ وجه همکاری، جاسوسی یا حتی ارتباط با موساد را اظهار یا تأیید نکرده» است. در بخش دیگری از این فایل، جلالی می‌گوید حتی او فاقد هرگونه اطلاعی بوده که «بر فرض محال در اختیار» آن عوامل قرار دهد. احمدرضا جلالی تصریح می‌کند: «اینجانب در بازجویی‌ها، دادسرا و دادگاه اظهار کرده‌ام که تنها علت حضور من در جلسه با عوامل به ظاهر اروپایی تهدیدات ایشان علیه خانواده‌ام و خودم بوده که تهدید می‌کردند که خودت و همسرت دستگیر و کشته خواهید شد؛ و دختر ۷ ساله‌ات هم باید آوارهٔ اردوگاه‌ها شود.» وی با بیان این‌که اگر در حال همکاری با عوامل بیگانه بود، چرا آن‌ها باید خود و خانواده‌اش را تهدید می‌کردند. وی می‌افزاید: «ضمن این‌که یک‌بار هم تهدیدشان را عملی کرده و با حملهٔ فیزیکی، بنده را تا لب مرگ بردند؛ لپ‌تاپم را به سرقت برده و به فرانسه منتقل کردند تا شاید اطلاعاتی به‌دست آوردند، موفق نشدند و دیدند اطلاعاتی در لپ‌تاپ من موجود نمی‌باشد.» احمدرضا جلالی سپس می‌افزاید: «در آن مقطع زمانی من موضوع را به نیروهای امنیتی ایران اطلاع دادم که ترتیب اثری ندادند.» 
این پزشک ایرانی می‌گوید در سال‌های ۱۳۸۰ تا ۱۳۸۳ در پروژه‌ای که برای وزارت دفاع بوده، با مجید شهریاری و مسعود علی‌محمدی آشنایی داشته‌است. مسعود علی‌محمدی و مجید شهریاری، دو دانشمند هسته‌ای ایران، در سال‌های ۱۳۸۸ و ۱۳۹۰ در تهران ترور شدند. ایران این ترورها را به اسرائیل نسبت داد.
به گفتهٔ جلالی، وی در حالی‌که مسعود علی‌محمدی دانشمند هسته‌ای، چهار یا پنج ماه پیش از ملاقات وی با عوامل خارجی، در دی ماه ۱۳۸۸ ترور شده، او چه‌طور می‌توانسته اطلاعاتی در این مورد به آن‌ها داده باشد. وی همچنین تأکید می‌کند که با سند و مدرک به قاضی صلواتی در مورد مجید شهریاری نیز توضیح داده، اما به گفتهٔ وی ظاهراً او باید محکوم می‌شده و دفاعیاتش تأثیری نداشته‌است. احمدرضا جلالی تصریح می‌کند: «تنها ملاقات و آشنایی اینجانب با این دو شهید بزرگوار مربوط به سال ۸۱ و حداقل هشت سال قبل از شهادتشان بوده که مدتش ۳ الی ۴ دقیقه (و دربارهٔ) موضوع آموزشی و پزشکی بوده‌است.» وی همچنین دریافت هرگونه وجه از عوامل خارجی را رد کرده و با توجه به موقعیت شغلی‌اش می‌گوید اصلاً نیازی به این مبلع نداشته‌است. جلالی تأکید می‌کند در فیلمی که زیر فشار از او گرفته شده، عنوان شده در یک بازهٔ زمانی ۵ساله ۲۸ هزار یورو دریافت کرده که برای هر بیننده‌ای «شرم‌آور» و «غیرقابل باور» است که یک پروفسور برای جاسوسی چنین مبلغی بگیرد. به گفته این پزشک ایرانی، در یک بازهٔ زمانی ۵ساله تنها هشت ملاقات با عوامل خارجی داشته و نه «پنجاه» بار آن‌طور که در فیلم «تیشه بر ریشه» گفته شده‌است. وی تأکید می‌کند که از سال ۱۳۸۷ در خارج کشور مقیم بوده و از سال ۸۲ به بعد در هیچ پروژه‌ای مستقیماً با وزارت دفاع در تماس نبوده‌است. جلالی اظهار می‌دارد که تنها عامل سفر او به ایران پروژه‌های پزشکی در مورد «حوادث»، «حوادث غیرطبیعی» و از جمله حوادث «هسته‌ای» بوده‌است. در پاسخ به ادعای فیلم پخش شده از تلویزیون ایران، جلالی می‌گوید تقاضا برای شهروندی سوئد کاملاً روند قانونی داشته و مدارک آن ثبت و ضبط است. در فیلم «تیشه بر ریشه» گفته می‌شود که یکی از وعده‌های عوامل «موساد» گرفتن شهروندی یک کشور اروپایی برای جلالی است. احمدرضا جلالی در پایان از صادق لاریجانی رئیس قوه قضائیه می‌خواهد قضات بی‌طرف این دستگاه در پروندهٔ او بازنگری کنند تا حقیقت روشن شود.

## نامهٔ همسر احمدرضا جلالی به روحانی
همسر احمدرضا جلالی، در نامه‌ای به حسن روحانی، از رئیس‌جمهوری خواسته‌است، تا دیر نشده، هیئتی بی‌طرف را برای بررسی «نقض حقوق شهروندی» وی توسط وزارت اطلاعات تشکیل دهد. ویدا مهران‌نیا می‌نویسد: «همزمان عملکرد تعدادی بازجوی وزارت اطلاعات در دولت جنابعالی در همدستی با قاضی صلواتی و صداوسیما نسبت به پخش فیلم نمایشی و ضدونقیض از همسر بی‌دفاع‌ام دکتر احمدرضا جلالی پزشک و متخصص بحران‌های حوادث طبیعی، حکایت دیگری از نقض آشکار حقوق شهروندی وی، کودکانمان، مادر پیر و دل‌شکستهٔ وی و اینجانب در آن دستگاه امنیتی مهم دارد. جنابعالی به درستی فرمودید وزرا هر شش ماه یک‌بار به من و هر سال یک‌بار باید به مردم دربارهٔ نحوهٔ اجرای حقوق شهروندی گزارش بدهند. با توجه به در خطر بودن جان همسرم از جنابعالی خواهشمندم در اسرع وقت دستور فرمایید ضمن خلع بازجویان خاطی و برحذر داشتن آنان از دخالت و فشار به دستگاه قضایی در ادامهٔ رسیدگی و درخواست اعاده دادرسی چنین گزارشی از سوی هیئتی بی‌طرف و منتخب جنابعالی از عملکرد بازجویان وزرات اطلاعات در دولت جنابعالی در پروندهٔ همسرم تهیه و در اختیارتان برای تصمیم‌گیری قرار دهند. به‌عنوان شهروند ایرانی که به جنابعالی دوبار رأی داده‌ام از شما می‌خواهم به وعده خود مبنی بر اجرای حقوق شهروندی آن هم در حوزه دولت خود یعنی عملکرد تعدادی بازجوی وزارت اطلاعات در قربانی نمودن همسرم و بازی با جان وی و سرنوشت فرزندان و خانواده وی رسیدگی نمایید.» ویدا مهران‌نیا در پایان‌ نامه «به‌عنوان فرزند خطه آذربایجان» شهادت می‌دهد که احمدرضا جلالی «هیچ‌گاه حاضر به ذره‌ای خیانت به وطنمان نشده و جاسوسی به نفع هیچ کشور خارجی» نکرده‌است.

## واکنش‌ها
- وزارت امور خارجه ایتالیا با انتشار بیانیه‌ای نگرانی عمیق این کشور را نسبت به سرنوشت احمدرضا جلالی اعلام کرد.[۱۸]
- نخست‌وزیر سوئد پیش از سفر خویش به تهران در ماه فوریهٔ سال ۲۰۱۷ از پیگیری بازداشت احمدرضا جلالی طی این سفر خبر داد.[۱۹]
- سازمان عفو بین‌الملل نیز با انتشار بیانیه‌ای از احتمال صدور حکم اعدام برای احمدرضا جلالی خبر داد.[۲۰] این سازمان صدور حکم اعدام احمدرضا جلالی را نتیجهٔ شکنجه روانی و اعترافات ساختگی و یک محاکمهٔ کاملاً غیرمنصفانه دانسته‌است.[۲۱]
- ۱۷۵ برنده جایزه نوبل در نامه‌ای به غلامعلی خوشرو، نماینده ایران در سازمان ملل خواستار آزادی احمدرضا جلالی شدند. برندگان جایزه نوبل در نامهٔ خود، کار این پژوهشگر ایرانی را برای بشریت «سودمند» خواندند.[۴]
- چهار تن از کارشناسان سازمان ملل متحد از ایران خواستند که حکم اعدام احمدرضا جلالی، پزشک ایرانی متهم به جاسوسی هسته‌ای، را فوراً لغو کند. بیانیه این کارشناسان روز چهارشنبه ۲۹ آذر منتشر شده‌است که در آن عنوان می‌شود شیوه رسیدگی به اتهامات آقای جلالی با اشکالات بسیاری همراه بوده و شواهد و گزارش‌ها نشان می‌دهد که محاکمه وی عادلانه نبوده و در جریان آن تخلف‌های متعددی صورت گرفته‌است. این کارشناسان که در زمینه حقوق بشر در ایران و مواردی مانند بازداشت‌های غیرقانونی، شکنجه و اعدام تحقیق می‌کنند در بیانیه خود به گزارش‌هایی اشاره کرده‌اند که می‌گوید احمدرضا جلالی در حبس انفرادی و بدون امکان تماس با دیگران و دسترسی به وکیل نگه داشته شده و وی را مجبور به اعتراف کرده‌اند.[۲۲]
- فرهاد میثمی که خود زندانی سیاسی در زندان رجایی‌شهر است، در اردیبهشت ۱۴۰۱ که خطر اعدام احمدرضا جلالی بیش از پیش بود، با ارسال نامه‌ای از زندان اعلام کرد که تا زمانی که اجرای حکم احمدرضا جلالی متوقف نشود دست به اعتصاب غذا خواهد زد.[۲۳][۲۴]